# Almașu (Sălaj)
Pour les articles homonymes, voir Almașu.
Almașu (en hongrois Nagyalmás jusqu'en 1899, Váralmás depuis) est une commune roumaine du județ de Sălaj, dans la région historique de Transylvanie et dans la région de développement du Nord-ouest.

## Géographie

Localisation de Almașu dans le județ de Sălaj

La commune d'Almașu est située dans le sud du județ, à la limite avec le județ de Cluj, sur le cours supérieur de l'Almaș, au sud des monts Meseș, à 12 km au nord-est de Huedin et à 51 km au sud de Zalău, le chef-lieu du județ.
Almașu appartient à la région ethnographique rurale de Kalotaszeg, à l'identité autrefois très marquée.
La municipalité est composée des neuf villages suivants (population en 2002) :
- Almașu (1 158), siège de la commune ;
- Băbiu (66) ;
- Cutiș (69) ;
- Jebucu (444) ;
- Mesteacănu (407) ;
- Petrinzel (165) ;
- Sfăraș (138) ;
- Stana (198) ;
- Țăudu (208).

## Histoire
La première mention écrite de la commune date de 1239 sous le nom de monasterium de Almás.
La commune, qui appartenait au royaume de Hongrie, faisait partie de la principauté de Transylvanie et elle en a donc suivi l'histoire.
Après le compromis de 1867 entre Autrichiens et Hongrois de l'empire d'Autriche, la principauté de Transylvanie disparaît et, en 1876, le royaume de Hongrie est partagé en comitats. Almașu intègre le comitat de Szilágy (Szilágymegye).
À la fin de la Première Guerre mondiale, l'Empire austro-hongrois disparaît et la commune rejoint la Grande Roumanie.
En 1940, à la suite du deuxième arbitrage de Vienne, elle est annexée par la Hongrie jusqu'en 1944. Elle réintègre la Roumanie après la Seconde Guerre mondiale.

## Politique
Le Conseil Municipal d'Almașu compte 11 sièges de conseillers municipaux. À l'issue des élections municipales de juin 2008, Eugen Uivari (UDMR) a été élu maire de la commune.
| Parti                                      | Nombre de conseillers |
| ------------------------------------------ | --------------------- |
| Union démocrate magyare de Roumanie (UDMR) | 5                     |
| Parti démocrate-libéral (PD-L)             | 2                     |
| Parti social-démocrate (PSD)               | 2                     |
| Parti national libéral (PNL)               | 2                     |

## Démographie
En 1910, à l'époque austro-hongroise, la commune comptait 3 346 Roumains (54,71 %) et 2 618 Hongrois (42,81 %).
En 1930, on dénombrait 3 422 Roumains (54,81 %), 2 348 Hongrois (37,61 %), 55 Juifs (0,88 %), 360 Roms (5,77 %) et 45 Slovaques (0,72 %).
En 1956, après la Seconde Guerre mondiale, 3 657 Roumains (58,49 %) côtoyaient 2 392 Hongrois (38,26 %), 159 Roms (2,54 %) et 31 Slovaques (0,50 %).
En 2002, la commune comptait 1 656 Roumains (58,04 %), 1 008 Hongrois (35,33 %) et 186 Roms (6,51 %). On comptait à cette date 1 086 ménages et 1 338 logements.

### Religions
En 2002, la composition religieuse de la commune était la suivante :
- Chrétiens orthodoxes, 57,58 % ;
- Réformés, 35,75 % ;
- Grecs-Catholiques, 3,75 % ;
- Baptistes, 1,08 % ;
- Pentecôtistes, 1,01 %.

## Économie
L'économie de la commune repose sur l'agriculture, l'élevage et l'exploitation des forêts (6 120 ha).

## Communications

### Routes
Almașu est située sur la route nationale DN1G Jibou-Huedin qui unit la route nationale DN1F (Route européenne 81) et la DN1 (Route européenne 60). D'autre part, la route régionale DJ108N rejoint au nsud-ouest le village de Mesteacănu.

## Lieux et monuments

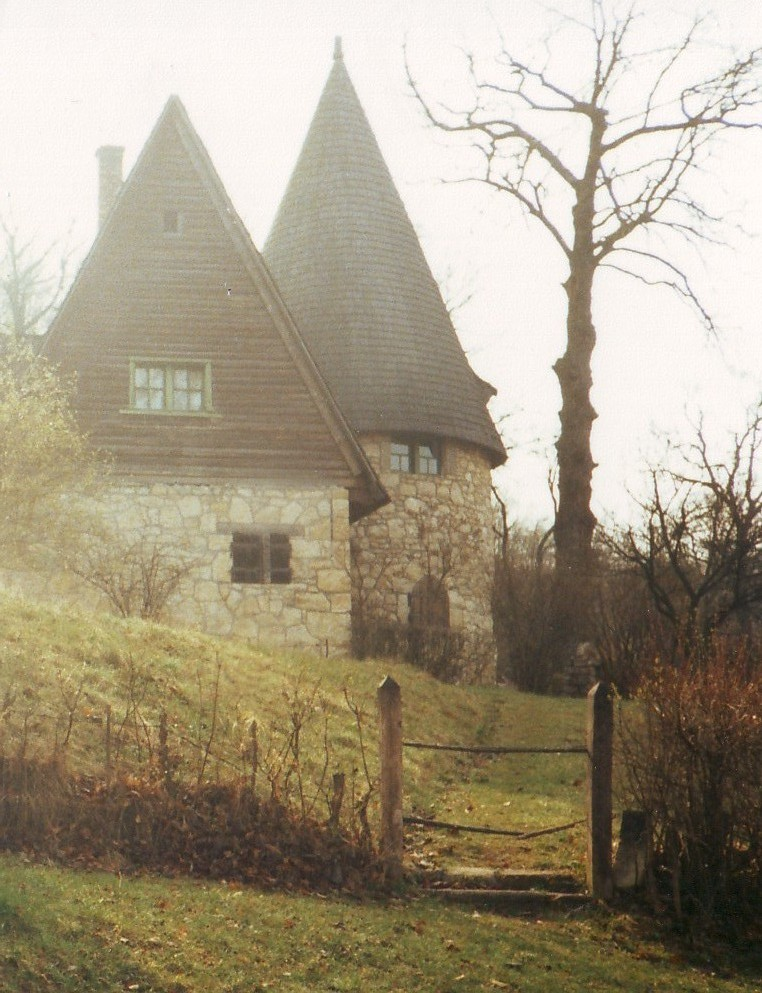
Varjúvár, maison de l'architecte Károly Kós dans le village de Stana

- Ruines du château fort construit à la frontière du royaume hongrois entre 1247 et 1278 après les invasions tatares.

- Ruines du château Csáky (1815-1819).

- Sfăraș, église réformée de 1750.

- Stana, église réformée de 1640 ;

- Stana, Varjúvár, maison due à l'architecte Károly Kós.